# Liste der Einträge im National Register of Historic Places im Wayne County (West Virginia)
Diese Liste der Einträge im National Register of Historic Places im Wayne County (West Virginia) enthält alle im Wayne County, West Virginia in das National Register of Historic Places eingetragenen Gebäude, Bauwerke, Objekte, Stätten oder historischen Distrikte.
Diese Liste entspricht dem Bearbeitungsstand des National Park Service/National Register of Historic Places vom 27. September 2024.

## Legende
| NRHP | Historic Place |

## Aktuelle Einträge
| [ 2 ] | Name                                   | Bild                                  | Eintragsdatum                  | Lage                                                                                   | Ort        | Beschreibung |
| ----- | -------------------------------------- | ------------------------------------- | ------------------------------ | -------------------------------------------------------------------------------------- | ---------- | ------------ |
| 1     | Camp Mad Anthony Wayne                 |                                       | 12. Dez. 2002 ID-Nr. 02001531  | 2125 Spring Valley Dr. 38° 22′ 4″ N, 82° 30′ 47″ W                                     | Huntington |              |
| 2     | Dunlow Norfolk & Western Railway Depot |                                       | 5. Apr. 2023 ID-Nr. 100008825  | 63 Old Railroad Rd. 38° 1′ 13,8″ N, 82° 25′ 48,7″ W                                    | Dunlow     |              |
| 3     | First Congregational Church of Ceredo  | First Congregational Church of Ceredo | 20. Dez. 2021 ID-Nr. 100005826 | 600 C St. 38° 23′ 47,8″ N, 82° 33′ 33,8″ W                                             | Ceredo     |              |
| 4     | Fort Gay High School                   |                                       | 18. Dez. 2017 ID-Nr. 100001903 | 675 Court St. 38° 7′ 1,6″ N, 82° 35′ 39,7″ W                                           | Fort Gay   |              |
| 5     | Joseph S. Miller House                 | Joseph S. Miller House                | 29. März 1989 ID-Nr. 89000180  | 748 Beech St. 38° 23′ 59″ N, 82° 34′ 1″ W                                              | Kenova     |              |
| 6     | Z. D. Ramsdell House                   | Z. D. Ramsdell House                  | 18. Aug. 1983 ID-Nr. 83003254  | 1108 B St. 38° 23′ 49,5″ N, 82° 33′ 15″ W                                              | Ceredo     |              |
| 7     | Henry and Julia Hoard Stark House      |                                       | 13. Nov. 2023 ID-Nr. 100009543 | 359 B Street 38° 23′ 52,4″ N, 82° 33′ 43,9″ W                                          | Ceredo     |              |
| 8     | Wayne County World War I Memorial      |                                       | 28. März 2024 ID-Nr. 100010185 | südwestlich der North Court Street und Hendricks Street 38° 13′ 16,7″ N, 82° 26′ 33″ W | Wayne      |              |
| 9     | Wildcat Branch Petroglyphs             |                                       | 22. Juli 1979 ID-Nr. 79002603  | Adresse nicht veröffentlicht                                                           | Fort Gay   |              |